# Offensiva d'inverno in Cina
L'offensiva d'inverno (冬季攻勢S) fu uno dei principali scontri tra l'Esercito rivoluzionario nazionale e l'Esercito imperiale giapponese durante la seconda guerra sino-giapponese, in cui le forze cinesi lanciarono la loro prima grande controffensiva su più fronti.
Sebbene questa offensiva non sia riuscita a raggiungere i suoi obiettivi originali, alcuni studi hanno dimostrato che si è trattato di un duro colpo per le forze giapponesi, nonché di un enorme shock per il comando militare giapponese, che non si aspettava che le forze cinesi fossero in grado di lanciare un’operazione offensiva su così vasta scala.
Nell'aprile 1940, l'esercito giapponese riuscì a fermare con successo l'operazione. Tuttavia, una controffensiva giapponese nel teatro settentrionale non riuscì a conquistare Ningxia e fu sconfitta a Suiyuan dalle forze musulmane cinesi.

## Situazione strategica
I cinesi avevano respinto due offensive giapponesi in estate nella battaglia di Suixian-Zaoyang e in autunno nella battaglia di Changsha del 1939. Credevano che le forze giapponesi fossero ormai troppo dissipate per prendere e mantenere un nuovo territorio e non sarebbero state in grado di lanciare grandi offensive a meno che non avessero ricevuto ulteriori rinforzi. Tuttavia, difendendo le linee interne e controllando le linee di comunicazione, potrebbero comunque spostare le forze e lanciare offensive locali per danneggiare le forze cinesi o assorbire la guerriglia nelle retrovie. Inoltre, durante il 1939, i giapponesi stavano sostituendo molte delle loro grandi divisioni quadrate a quattro reggimenti con divisioni triangolari più piccole a tre reggimenti e deboli brigate miste indipendenti. Questo indebolimento delle forze ha incoraggiato i cinesi a pianificare una grande offensiva per sfruttare questo fatto.

## Piano strategico cinese
L’obiettivo cinese nell’offensiva era prendere l’iniziativa conducendo attacchi su più fronti per tenere sotto controllo le forze giapponesi. Intendevano sfruttare la loro posizione delle linee esterne a vantaggio per impedire ai giapponesi di lanciare nuove offensive locali o spostare le loro forze per concentrarsi su una grande offensiva. Lo sforzo principale doveva essere effettuato dalle aree di guerra II, III, V e IX, che ricevettero tutte le unità appena addestrate e riorganizzate.

## Risultati dell'offensiva della Cina settentrionale
La "Storia della guerra sino-giapponese" di Long-hsuen conclude poi il racconto dell'operazione menzionando che le difficoltà di approvvigionamento influenzarono notevolmente le operazioni a causa delle incursioni comuniste nelle loro retrovie e dell'istigazione a rivolte, che sequestrarono il cibo e ne proibirono la vendita. alle forze governative. Nonostante ciò, il 40º Corpo e il 27º Corpo raggiunsero il loro obiettivo di bloccare i giapponesi nell'area di Zhangzi e Changzhi. Tuttavia, nello Shanxi sud-occidentale, lo sforzo principale della Seconda Area di Guerra e dell'intera offensiva della Cina settentrionale non è riuscito a conquistare le principali città lungo la ferrovia o i punti forti giapponesi che erano i loro obiettivi o a tagliare la ferrovia di Tongpu, ad eccezione dell'area tra Wenxi e Qualsiasi. Alla fine della campagna, la 2a area di guerra affermò che 13 770 giapponesi furono uccisi o feriti. La prima area di guerra ha riferito che 5 130 giapponesi sono stati uccisi e sembra aver portato a termine la sua missione di vincolare le truppe giapponesi nella sua area di operazioni. L'ottava area di guerra, dopo una campagna altalenante, era riuscita a riportare i giapponesi a Baotou nella battaglia di Wuyuan. Le forze di guerriglia nell'area di guerra dell'Hebei-Chahar e dello Shandong-Guangdong hanno effettuato attacchi ma apparentemente senza risultati decisivi, e nella penisola di Shandong hanno ricevuto un serio contrattacco.
Nel 1937, il governo cinese raccolse informazioni secondo cui i giapponesi pianificavano di installare un regime musulmano Hui fantoccio intorno a Suiyuan e Ningxia e avevano inviato agenti nella regione. Il Middlesboro Daily News pubblicò un articolo di Owen Lattimore che riferiva dell'offensiva pianificata dal Giappone nella regione musulmana nel 1938, che prevedeva che i giapponesi avrebbero subito una schiacciante sconfitta per mano dei musulmani.
I giapponesi progettarono di invadere il Ningxia da Suiyuan nel 1939 e creare uno stato fantoccio musulmano Hui. L'anno successivo, tuttavia, i giapponesi furono sconfitti dal generale musulmano del Kuomintang Ma Hongbin, facendo fallire il piano. Le sue truppe musulmane Hui lanciarono ulteriori attacchi contro il Giappone nella battaglia del Suiyuan occidentale.
A Suiyuan, 300 collaboratori mongoli al servizio dei giapponesi furono respinti da un unico musulmano che ricopriva il grado di maggiore nella battaglia di Wulan Obo in aprile.
I generali musulmani Ma Hongkui e Ma Hongbin difesero Suiyuan occidentale, soprattutto a Wuyuan, nel 1940. Ma Hongbin comandò l'81º Corpo, che subì pesanti perdite, ma alla fine respinse i giapponesi e li sconfisse.
Il Giappone ha fatto un uso massiccio di armi chimiche contro la Cina per compensare la mancanza di numeri in combattimento e perché la Cina non aveva scorte proprie di gas velenosi per reagire. Il Giappone usò anche gas velenoso contro gli eserciti musulmani cinesi nella battaglia di Wuyuan e nella battaglia del Suiyuan occidentale.

## Risultati dell'offensiva della Cina centrale
L'Esercito del Fiume del Nord ottenne poco e fu respinto dietro il fiume entro il 23 dicembre, liberando le unità della 13ª Divisione da utilizzare altrove. I giapponesi tenevano l'esercito del fianco destro nell'area di Zhongxiang, lontano dalla linea di fermata pianificata da Xinshi a Songhe e Pingba. I giapponesi contenevano l'Esercito del fianco sinistro lontano dai suoi obiettivi finali. L'esercito dell'Honan meridionale attaccò la 3ª divisione nemica nell'area a nord di Yingshan e Xishuanghe e inviò una forte forza per tagliare le linee di comunicazione nemiche nell'area di Guangshui e Xinyang. La sua forza principale era attaccare l'area di Xinyang e occuparla. Nessuno di questi obiettivi è stato raggiunto nonostante l'impegno del 31º Gruppo d'Armate. La forza di guerriglia dell'Hubei orientale non è avanzata nelle aree posteriori nemiche di Guangshui, Huayuan e Wuhan per controllare il movimento nemico lungo la ferrovia. Non si avvicinarono mai a quegli obiettivi, lasciando i giapponesi liberi di spostare le truppe lungo i binari per far fronte agli altri attacchi.
Il generale musulmano cinese Ma Biao guidò la cavalleria mussulmana Hui, Salar e Dongxiang per annientare i giapponesi nella battaglia di Huaiyang.